# James Arthur
James Grieg Arthur (Hamilton (Ontário), 18 de maio de 1944) é um matemático canadense.
Foi presidente da American Mathematical Society, no biênio 2005-2006. É atualmente professor do Departamento de Matemática da Universidade de Toronto.
Nascido em Hamilton, Ontario, Arthur graduou-se na Universidade de Toronto em 1966, onde obteve o mestrado em 1967. Obteve o Ph.D. na Universidade Yale em 1970. Arthur lecionou na Universidade Yale de 1970 a 1976. Tornou-se professor da Universidade Duke em 1976. Desde 1978 é professor da Universidade de Toronto.
Pupilo de Robert Langlands, é conhecido pela fórmula do traço de Arthur–Selberg, generalizando a fórmula do traço de Selberg do caso de rank um (devido a Selberg) para grupos redutivos gerais, uma das mais importantes ferramentas para pesquisa do programa de Langlands. Também introduziu as conjecturas de Arthur.
Foi eleito membro da Royal Society em 1992. Foi eleito membro honorário estrangeiro da Academia de Artes e Ciências dos Estados Unidos em 2003.